# Ромашко, Олег Игоревич
Олег Игоревич Ромашко (род. 29 марта 1980) — российский хоккеист, вратарь. Мастер спорта России международного класса. Тренер.

## Биография
Воспитанник воскресенского «Химика». В чемпионате России дебютировал в сезоне 1997/98 в возрасте 17 лет в составе ХК ЦСКА. Сезон 1999/2000 провёл в клубе ECHL «Гринсборо Дженералс», сыграл два матча. Надеялся, что его на драфте НХЛ выберет клуб «Сан-Хосе Шаркс». Сезон 2000/01 провёл в команде высшей лиги «Липецк». В следующем сезоне провёл один матч за ЦСКА в Суперлиге — 4 ноября в домашней игре против «Салавата Юлаева» (1:4) при счёте 1:3 заменил Константина Безбородова, пропустившего во втором периоде три шайбы. В сезонах 2001/02, 2002/03 играл за команду «Русич-Эксима». 17 января 2003 года дебютировал в составе петербургского СКА, в домашней игре против «Авангарда» (2:5) заменив при счёте 1:4 Сергея Наумова. Вторую — полную — игру провёл в гостях 12 марта против «Салавата Юлаева» (2:5). В следующем сезоне вышел в Суперлиге только один раз, заменив 4 декабря в гостевой игре против «Ак Барса» (2:9) Яна Лашака на 58-й минуте при счёте 1:8. Чемпион Латвии 2005 года в составе клуба «Рига 2000». В следующем сезоне провёл три матча за «Динамо-2» Москва. Обладатель Кубка европейских чемпионов 2006, хотя за «Динамо Москва» не сыграл ни матча. Играл за команды низших лиг «Капитан» Ступино (2005/06 — 2006/07), «Дмитров» (2006/07), «Химик» Воскресенск (2007/08), «Крылья Советов» Москва (2008/09 — 2009/10, 2010/11), «Лада» Тольятти (2010/11).
Тренер вратарей в ряде команд.
Окончил РГУФС, ВШТ.
В 2006 году основал международную школу хоккейных вратарей «Goalie Master».